# 강동 평정
강동평정(江東平定)은 후한말 군벌 원술의 밑에 있던 손책이 양주 일대를 정복하고 독립된 군벌 세력으로 자립한 일련의 원정이다.

## 배경
당시 손견의 아들 손책은 아버지 손견이 형주 전투에서 유표에게 전사한 뒤 남양 태수 원술에게 의탁하고 있었다.
손책은 원술 밑에 있으면서 경헌 태수 조랑, 여강 태수 육강 등을 무찌르고 원술의 세력을 넓히는 등의 공을 세우지만 여강에 진기와 유훈을 태수로 보내고 자신을 조롱하자 결국 원술을 떠나기로 한다. 손책은 주치와 여범의 도움으로 군사를 얻고 원술에게 전국옥새를 주어 군사 4000명과 말 500필을 빌린다.
또한 손견의 부하 황개, 한당, 정보와 주유, 장소, 장굉 등 여러 인재를 얻어 더욱 탄탄한 세력을 갖추게 되고 양주를 공격한다.

## 전투 과정

### 곡아 전투(vs. 유요)
손책이 쳐들어오자 곡아의 양주자사 유요는 부하 장영을 보내 손책에 맞서게 한다. 장영은 황개와 맞서 싸움을 벌이지만 평소 손책의 부하가 되고 싶던 해적 출신 주태와 장흠이 장영의 진영에 불을 질러 손책은 승리하게 되고 주태와 장흠을 거두어들인다.
손책은 신정령 북쪽에 진을 치고 고개 위에 있는 광무제의 사당을 찾는다. 이에 유요는 부하 태사자와 함께 손책을 잡으려 공격하고 손책과 태사자는 50합을 겨룬다. 그 사이에 손책의 부하 주유는 유요의 부하 진무를 꾀어내어 자기 편으로 만들고 본거지 곡아를 점령한다.
이에 유요는 곡아로 돌아가려 하지만 기습 공격으로 크게 패하고 유요가 착융과 함께 우저를 함락시키자 손책은 진을 치고 우저에서 맞선다. 손책은 우저에서 유요의 부하 우미와 번능을 단숨에 베어버려 소패왕이라는 별칭을 얻게 된다.
결국 유요는 원술에게 달아나고 착융도 성으로 도망치다가 백성들에게 죽고 손책은 말릉성을 공격한다. 말릉성을 지키고 있는 유요의 잔당 설례는 손책에게 화살을 쏘와 맞히고 손책은 자신이 죽었다는 소문을 퍼뜨린다.
그날 밤 설례, 장영, 진횡 등이 성 밖으로 나오자 기습 공격을 하여 설례가 복병을 만나 전사하고 장영은 진무에게, 진횡은 장흠에게 사살당하면서 이렇게 말릉성도 함락되고 경현의 태사자를 공격한다.
경현의 군사들은 2000명에 불과해 진무의 공격으로 쉽게 함락되고 태사자는 손책에게 사로잡혀 손책의 부하가 된다.